# Каменнобродский район

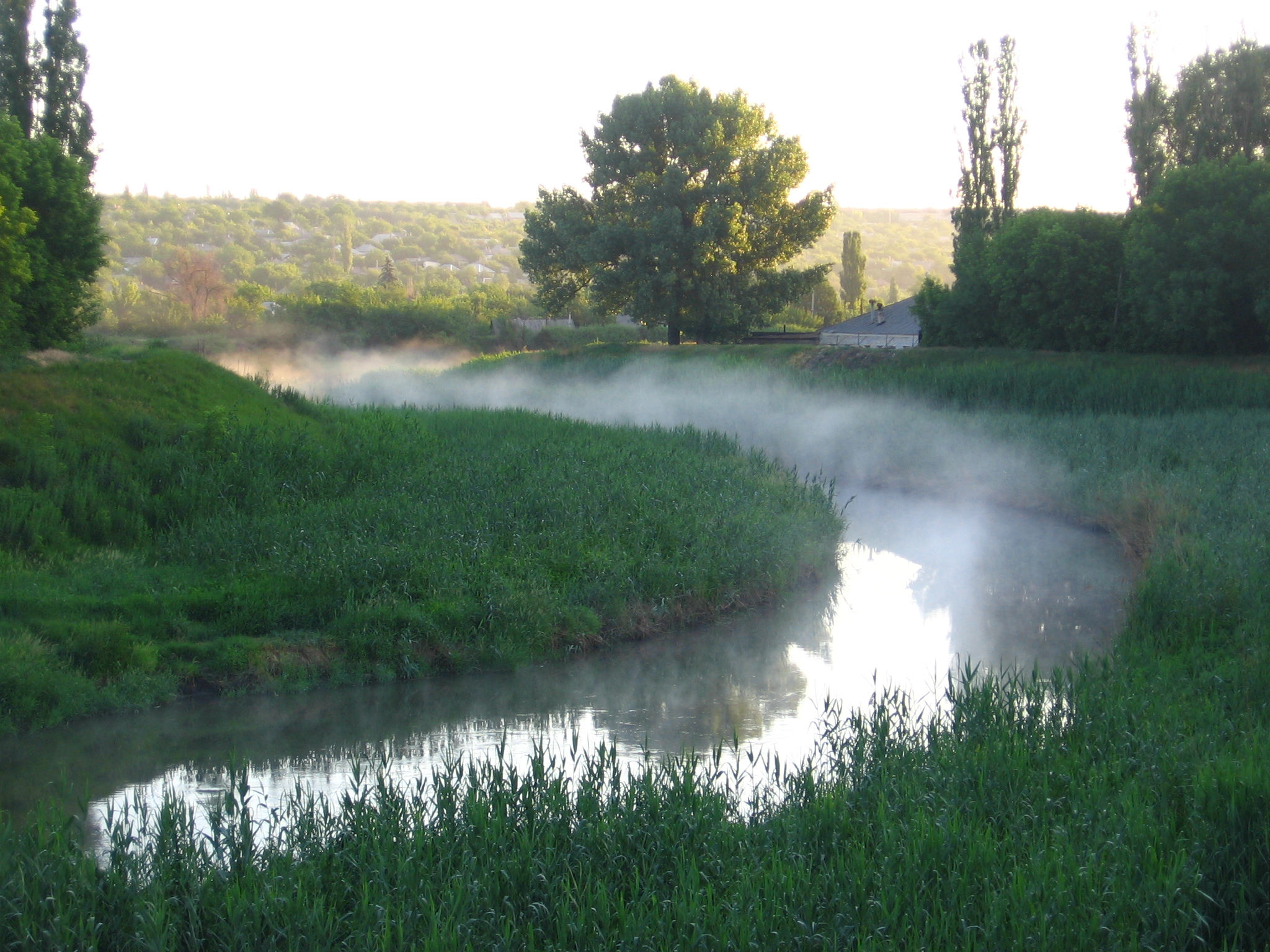
Река Лугань

Каменнобродский район (Каменный Брод, Камброд, укр. Кам'яний Брід) — наименьший по площади и населению район на севере Луганска. Район застроен в большинстве своем частными постройками и промышленными зданиями. Также является самым старым районом города, на его территории находится старейшая церковь Луганска (Свято-Петро-Павловский кафедральный собор, 1761 г.).
Был основан в исторических пределах существовавшего здесь с 1750-х г.г. селения Каменный Брод.